# Sajat Karabajev
Sajat Karabajev (Astana, 3 februari 1993) is een Kazachs voetbalscheidsrechter. Hij is in dienst van FIFA en UEFA sinds 2022. Ook leidt hij wedstrijden in de Premjer-Liga.
Op 14 juli 2022 leidde Karabajev zijn eerste wedstrijd in Europees verband, tussen Dila Gori en Kuopion Palloseura in de eerste voorronde van de UEFA Europa Conference League; het eindigde in 0–0 en de Kazach gaf vijf gele kaarten. Zijn eerste interland floot hij op 8 september 2023, toen Bosnië en Herzegovina met 2–1 won van Liechtenstein. Tijdens dit duel gaf Karabajev vijf gele kaarten.

## Interlands
| Datum            | Plaats                        | Wedstrijd                             | Uitslag | Competitie           | Kreeg geel | Kreeg voor de tweede keer geel en dus rood | Weggestuurd |
| ---------------- | ----------------------------- | ------------------------------------- | ------- | -------------------- | ---------- | ------------------------------------------ | ----------- |
| 8 september 2023 | Zenica, Bosnië en Herzegovina | Bosnië en Herzegovina – Liechtenstein | 2 – 1   | EK 2024 kwalificatie | 5          | 0                                          | 0           |

Laatst bijgewerkt op 14 oktober 2023.